# 南投縣立埔里國民中學
南投縣立埔里國民中學（英語：Puli Junior High School, PLJH），簡稱埔里國中，是位於台灣南投縣埔里鎮的一所國民中學。

## 校史
- 1943年4月：前身「街庄組合埔里家政女學校」設立
- 1944年2月25日：「街庄組合埔里家政女學校」改制為「臺灣公立埔里女子農業實踐學校」
- 1945年12月12日：「臺灣公立埔里女子農業實踐學校」改稱「臺中縣立埔里女子家政學校」
- 1946年4月22日：以臺中縣立埔里女子家政學校舊校舍為校舍，成立「臺中縣立埔里初級中學」
- 1950年：臺灣省政府頒布「臺灣省各縣市行政區域調整實施方案」，學校改隸為南投縣，並更名「南投縣立埔里初級中學」
- 1958年9月：增設高中部，升格為「南投縣立埔里中學」
- 1968年：因「省辦高中，縣市辦初中」，高中部劃歸為「省立埔里高級中學」(今暨大附中)，國中部改為國中，並更名為「南投縣立埔里國民中學」
- 2000年9月：九二一大地震，校舍全倒
- 2001年9月1日：新校舍完成重建
- 2003年9月：增設體育班
- 2005年5月：設立數理資優班
- 2006年4月22日：成立校友會

## 歷任校長
埔里國中歷任校長如下：
| 姓名           | 就任時間       | 卸任時間       | 註   |
| -------------- | -------------- | -------------- | ---- |
| 蕭木桂         | 1945年12月12日 | 1946年4月22日  |      |
| 黃大椿         | 1946年4月22日  | 1947年12月21日 |      |
| 林有川         | 1947年12月21日 | 1969年8月26日  |      |
| 張子正         | 1969年8月26日  | 1974年8月24日  |      |
| 蕭增塘         | 1974年8月24日  | 1976年3月8日   |      |
| 詹邦國         | 1976年3月8日   | 1978年7月31日  |      |
| 薛向映         | 1978年8月1日   | 1985年10月7日  |      |
| 蔡乾華         | 1985年10月7日  | 1998年7月31日  |      |
| 劉文功         | 1998年8月1日   | 1998年11月1日  |      |
| 謝德福         | 1998年11月1日  | 1999年3月1日   | 代理 |
| 曾火坤         | 1999年3月1日   | 2003年2月21日  |      |
| 宋茂松         | 2003年2月21日  | 2007年7月31日  |      |
| 全正文         | 2007年8月1日   | 2015年7月31日  |      |
| 脈樹．塔給鹿敦 | 2015年8月1日   | 2022年7月31日  |      |
| 陳清濱         | 2022年8月1日   |                |      |